# Bradysia pseudopolonica
Bradysia pseudopolonica är en tvåvingeart som beskrevs av Werner Mohrig och Roschmann 1994. Bradysia pseudopolonica ingår i släktet Bradysia och familjen sorgmyggor.
Artens utbredningsområde är Italien. Inga underarter finns listade i Catalogue of Life.